# Sacsin
Sacsin‏ (Sacsin molecular chaperone) هوَ بروتين يُشَفر بواسطة جين Sacsin في الإنسان.